# Idaea pluripunctata
Idaea pluripunctata là một loài bướm đêm trong họ Geometridae.